# 독립기념일 (인도네시아)
독립기념일은 인도네시아의 국경일로, 매년 8월 17일에 해당한다. 1945년 8월 17일, 네덜란드으로부터 독립한 인도네시아가 기념하기 위해 제정하였다. 1946년 정부령으로 공휴일이 되었다.

## 같이 보기
- 인도네시아 독립 전쟁
- 말레이시아 독립기념일